# Algernon Swinburne
Algernon Charles Swinburne, född 5 april 1837 i London, död 10 april 1909 i sin villa The Pines vid Putney Hill i närheten av London, var en engelsk poet och kritiker. Han vann erkännande för sina dikter, som påverkades av hans läsning av antik grekisk litteratur och sin bekantskap med prerafaeliterna, men blev kritiserad för deras erotiska och politiskt radikala innehåll. 
De sista 30 åren av hans liv togs han hand om av vännen Theodore Watts-Dunton, som hjälpte honom ur hans alkoholproblem och även påverkade honom i en mer socialt konventionell riktning.

## Uppväxtåren
Swinburnes var son till en amiral, och hans farfar var baronet medan morfadern var earl av Ashburnham. Hans mor och farfar lärde honom tidigt de franska och italienska språken. Barndomen tillbringades dels på fädernegodset i en av Northumberlands vildaste och mest romantiska trakter, dels på ön Wight med dess nästan tropiskt yppiga klimat. Inflytanden från båda dessa naturomgivningar, kanske starkast de senare, spåras i Swinburnes diktning. Efter att i Eton ha avslutat sina skolstudier inträdde han 1856 i Balliol College i Oxford. Han stannade där tre år, men utan att ta någon grad - matematiken tycks ha utgjort ett hinder för honom liksom för många andra fantasibegåvade naturer - eller vinna någon annan nämnvärd utmärkelse; men han fördjupade sig ivrigt i studiet av grekisk litteratur, som han omfattade med passionerad kärlek. Platonöversättaren Jowett övade då och senare ett välgörande inflytande på honom. Efter en älskad systers död (1863), som tyckes starkt ha upprört Swinburne, övergav familjen det gamla hemmet på Wight, och Swinburne kastade sig in i Londonlivet. Här fortsatte han sitt umgänge med de så kallade prerafaeliterna, vilkas bekantskap han gjort i Oxford och som i detta ögonblick höll på att omskapa den engelska konsten, och upptogs i deras broderskap. Först William Morris, som i sin poesi mästerligt förstod att återge medeltidens känslovärld, och sedan Dante Gabriel Rossetti, som med sin manliga och kraftiga naturell övade stort inflytande på den veke ynglingen.

## Författarskap

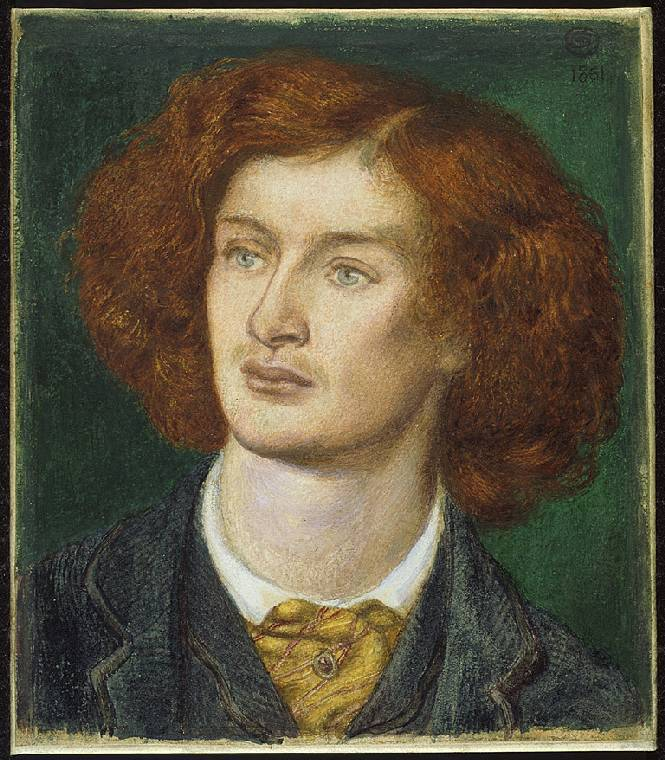
Swinburne avtecknad av Dante Gabriel Rossetti, 1861

I moderns sällskap vistades han några veckor i Italien, där han i Florens sammanträffade med den gamle, landsflyktige skalden Walter Savage Landor. År 1860, året efter det han lämnat universitetet, utgav han två omogna dramer i den elisabetanska stilen, The Queen Mother och Rosamond (han hade ännu tidigare övat sig med att skriva en komedi i Fletchers stil). Till denna tid (1862) hör den enda kärlekshistorien i hans liv, hans svärmeri för Jane Simon, hustru till en läkare. Det besvarades emellertid inte, men hon glömdes aldrig av Swinburne, som hans dikt The Triumph of Time visar. Berömd blev han först genom sin efter sofokleiskt mönster skrivna lyriska tragedi Atalanta in Calydon (1865; "Atalanta i Kalydon" översatt av K.G. Ossiannilsson, 1912), kanske hans yppersta arbete, men knappast grekiskt till sin anda: uppfattningen av gudarna är modernt revolutionär. Samma år utkom även Chastelard, fast tidigare skriven. Den utgör första ledet i en trilogi vars senare delar blev Bothwell (1874) och Mary Stuart (1881). År 1866 följde hans av Baudelaires erotiska diktning och prerafaeliterna starkt påverkade diktsamling Poems and ballads, som blev våldsamt angripen och uppväckte en skandal vars make man inte skådat i England sedan Byron utgav Don Juan. Den engelska litteraturen låg nämligen vid denna tid i träda. Tennyson behärskade med sina älskliga familjemålningar lyriken, Browning lästes inte, Elizabeth Browning hade nyligen dött, prerafaeliterna nästan ingenting publicerat. Mitt i denna den engelska lyrikens stiltje var det som Swinburne utslungade sina hedniska, vällustfyllda och gudlösa vers, som trampade all engelsk tradition och konventionalism under fötterna. Swinburne sköt här ofta över målet och var kanske onödigt våldsam, men man bör också betänka att många av dessa dikter tillhör hans tidigaste. Dikternas originalitet gjorde sig emellertid småningom gällande, och i själva verket intog Swinburne med denna samling sin ställning som en av den engelska lyrikens förnämsta representanter. Han svarade på angreppen i Notes on Poems and Reviews (1866) samt senare, mera indirekt, i Under the Microscope (1872).
År 1867 sammanträffade Swinburne, som länge svärmat för Italiens frihet, med Giuseppe Mazzini, och denne tog då det löftet av honom, att han därefter inte skulle skriva erotisk poesi, utan ägna sitt liv åt friheten. Han läste för Mazzini den då redan fullbordade Song of Italy samt påbörjade samlingen Songs before Sunrise, starkt påverkad av Mazzini och Victor Hugo. Samlingen utkom 1871 och gav uttryck åt Swinburnes radikalt republikanska frihetsdrömmar, men väckte knappast någon uppmärksamhet under det pågående fransk-tyska kriget. År 1875 utgavs de likaledes politiska sångerna Songs of Two Nations (innehållande ovannämnda sång till Italien, ett ode över republikens proklamerande i Frankrike, först tryckt 1870, samt "Dirae").

År 1876 uppträdde han mot Gladstone och ryssvännerna under Balkankriget i skriften Notes of an English Republican on the Muscovite Crusade. Emellertid hade hans hälsa försvagats, inte minst på grund av alkoholmissbruk. Särskilt sommaren 1879 var han djupt nere. Det var då, som hans beundrare, kritikern Theodore Watts-Dunton, tog hand om honom. Ända till sin död bodde Swinburne sedan under dennes överinseende på den av båda gemensamt hyrda villan The Pines i Putney. Watts inverkade dock, trots all välmening, även ofördelaktigt på Swinburne, i det att han höll honom för strängt och påtryckte honom sina personliga meningar. Swinburnes angrepp på målaren Whistler och på skalden Walt Whitman, för vilka han tidigare uttryckt stor beundran, måste tillskrivas Watts-Duntons inflytande. Ungefär vid denna tid uppnådde Swinburne höjdpunkten i sitt skaldskap och gick knappast tillbaka förrän de sista åren av sitt liv, samt fortsatte alltjämt att utge nya arbeten.

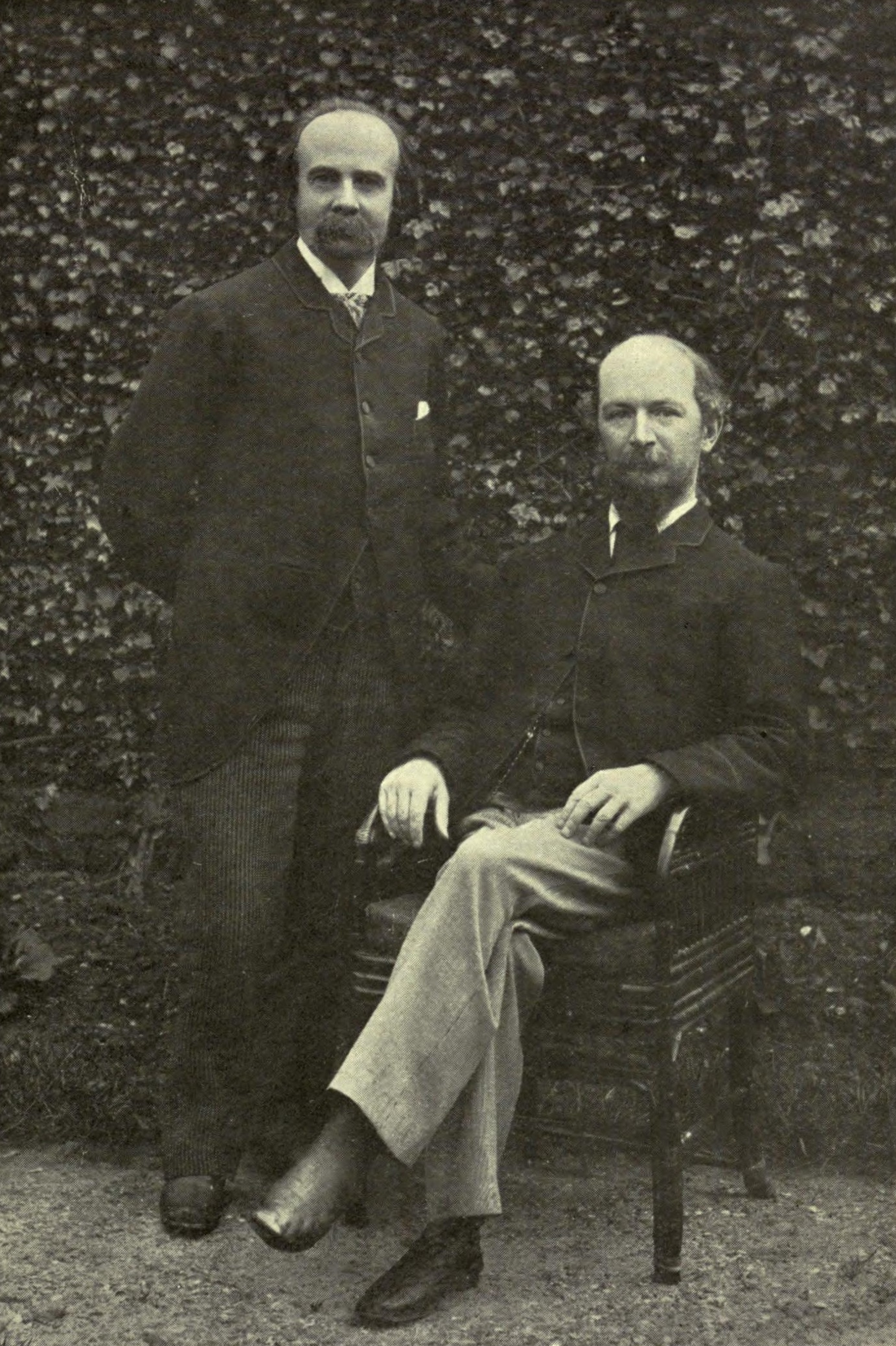
Swinburne och Watts-Dunton

I Watts-Duntons omvårdnad levde Swinburne i största stillhet, och besökte sällan ens det närliggande London. Han hade hörselproblem men vars annars vid utmärkt hälsa tills han år 1903 fick en svår lunginflammation. Detta repade han sig från, men drabbades av influensa kort innan sitt 72-årsdag och dog senare i samma månad, april 1909.